# 萊昂斯鎮區 (伊利諾伊州庫克縣)
萊昂斯鎮區（英語：Lyons Township）是位於美國伊利諾伊州庫克縣的一個行政鎮區。

## 地方資料
根據2010年美國人口普查的數據，萊昂斯鎮區的面積為95.70平方千米，當中陸地面積為94.21平方千米，而水域面積為1.49平方千米。當地共有人口112132人，而人口密度為每平方千米1,171.7人。